# Occidozyga shiwandashanensis
Occidozyga shiwandashanensis — вид жаб родини Dicroglossidae. Описаний у 2022 році.

## Етимологія
Видовий епітет shiwandashanensis вказує на типове місцезнаходження виду.

## Поширення
Ендемік Китаю. Відомий лише у типовому місцезнаходженні — гірський масив Шиваньдашань на півдні провінції Гуансі. Мешкає у вічнозеленому лісі на висоті 500—650 м над рівнем моря.

## Опис
Від своїх родичів відрізняється за комбінацією таких ознак: середній розмір тіла (SVL 25,2−33,8 мм у самців, 34,9−38,9 мм у самиць; блідо-коричнева спина з неправильними блідими темними плямами, особливо на голові; кремово-біла черевна поверхня з коричневими плямами на бічному краї та горлі; язик м'ясистий, округлий, без виїмки; тимпан прихований; перетинка на пальцях передніх кінцівок, перетинка пальців на задніх кінцівках повна, але четвертий палець не прикріплений до диска; кінчики пальців передніх кінцівок загострені, а кінчики задніх округлі, злегка розширені в диск; наявна тарзальна складка; очі латерально орієнтовані.